# Galegeae
Galegeae — триба квіткових рослин родини бобових (Fabaceae). Представники триби поширені на всіх материках. Найбільшого різноманіття триба сягає у північній півкулі. Містить 2900-3200 видів у 22-24 родах.

## Роди
- Astragalus L., 1753
- Barnebyella Podlech
- Biserrula L.
- Carmichaelia R.Br., 1825
- Clianthus Sol. ex Lindl., 1835
- Colutea L.
- Eremosparton Fisch.& C.A.Mey.
- Erophaca Boiss.
- Galega L., 1753
- Glycyrrhiza L.
- Lessertia DC.
- Montigena Heenan, 1998
- Oreophysa (Bunge ex Boiss.) Bornm.
- Oxytropis DC., 1802
- Phyllolobium Fisch., 1819
- Smirnowia Bunge, 1876
- Sphaerophysa DC., 1825
- Sutherlandia R.Br.ex W.Aiton & W.T.Aiton
- Swainsona Salisb.